# آلکساندر مانتاشیانتس

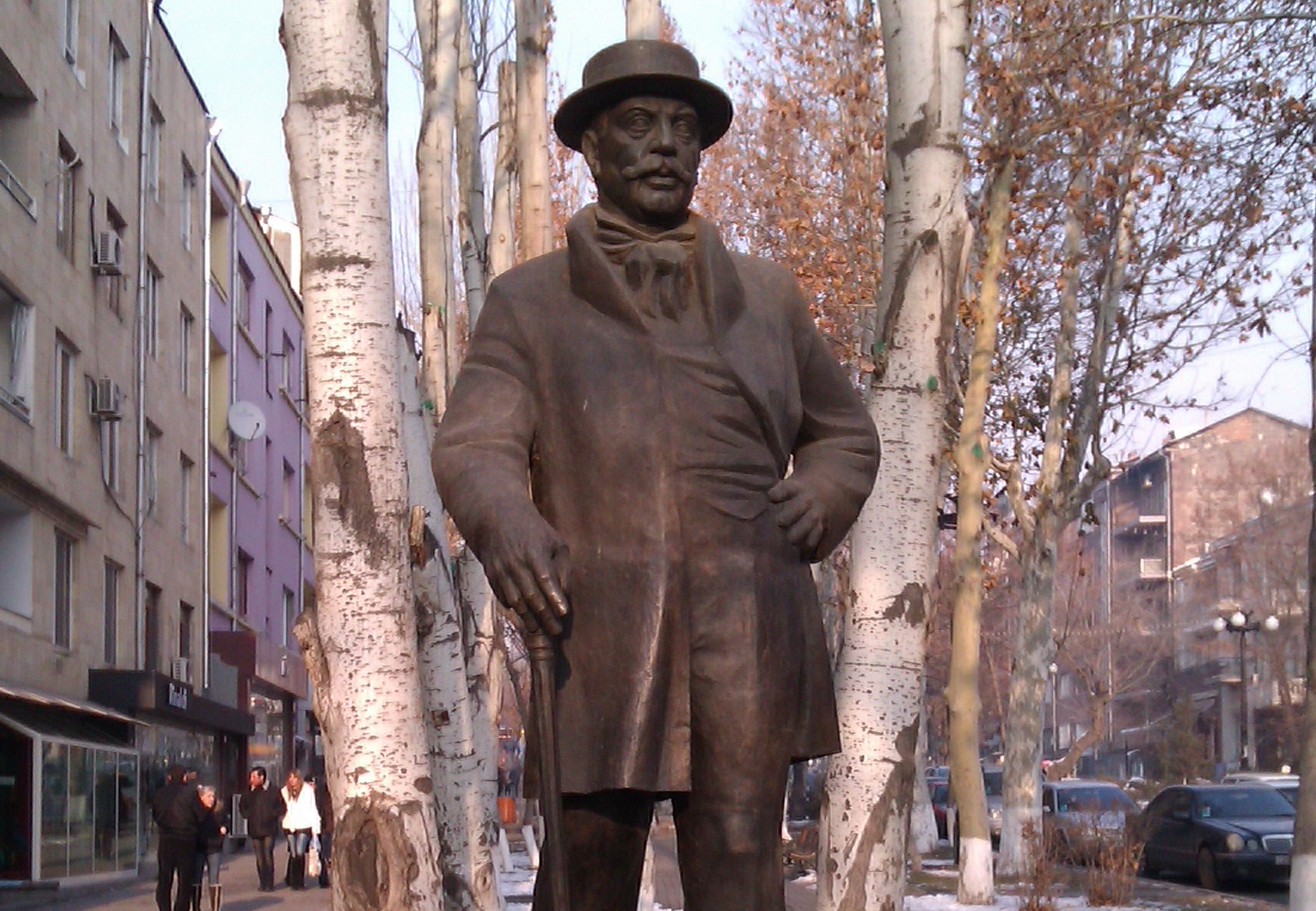
مجسمه آلکساندر مانتاشیانتس در ایروان

آلکساندر مانتاشف (ارمنی: Ալեքսանդր Մանթաշյանց; ‏۱ ژانویهٔ ۱۸۴۲ – ۱۹ آوریل ۱۹۱۱) یک کارآفرین صنعت نفتی، صنعتگر، سرمایه‌گذار، و نیکوکار ارمنی بود. وی همچنین برندهٔ جوایزی همچون لژیون دونور شده‌است. وی در پانتئون ارمنیان تفلیس به خاک سپرده شد.